# Aeroporto Municipal de La Crosse
O Aeroporto Municipal de La Crosse (em inglês:  La Crosse Municipal Airport) (IATA: LSE, ICAO: KLSE) é um aeroporto público localizado a 7 km ao noroeste da cidade de La Crosse no Condado de La Crosse, Wisconsin, nos Estados Unidos. Duas linhas aéreas servem passageiros ao aeroporto.

## Linhas aéreas e destinos
| Companhias        | Destinos                      |
| ----------------- | ----------------------------- |
| Delta Air Lines   | Minneapolis/St. Paul, Detroit |
| American Airlines | Chicago                       |